# Júlia Lemmertz
Julia Lemmertz Dias (Porto Alegre, 18 de março de 1963), é uma atriz brasileira. É uma atriz conhecida por seus trabalhos na televisão, cinema e teatro. Ela já recebeu vários prêmios, incluindo um Grande Otelo, um Candango do Festival de Brasília e dois Prêmios Qualidade Brasil, além de ter recebido três nomeações ao Prêmio Guarani, e uma indicação ao Premio Molière pela peça Eu sei que vou te amar, de Arnaldo Jabor.

## Biografia
Estreou na carreira de atriz ainda criança, tendo feito a sua primeira atuação no cinema, aos 5 anos de idade, ao lado da mãe, no filme As Amorosas, de Walter Hugo Khoury, em 1968. Mais tarde, em 1971, atuou no filme Cordélia, Cordélia, de Rodolfo Nanni, também em companhia da mãe. Em 1981 fez sua estreia televisiva ao despontar como uma das protagonistas da novela Os Adolescentes, exibida pela Rede Bandeirantes, no papel de Bia, adolescente vítima da gravidez precoce. É esta trama que ela considera ser sua estreia de fato no mundo artístico. Até então, considerava fazer faculdade de cursos como Veterinária, Oceanologia ou Fonoaudiologia. Ao mesmo tempo, mandou fotos para uma agência de atores em São Paulo, sem saber muito bem o que queria fazer. Acabou chamada para um teste e aprovada.
No ano seguinte, estreou no teatro com a peça Lição de Anatomia e, simultaneamente, participou da novela Ninho da Serpente. Em 1983, fez sua última atuação na emissora ao participar da novela Sabor de Mel. Anterior a esse trabalho, chegou a prestar serviços para a Rede Globo, participando da minissérie Moinhos de Vento. No mesmo ano atuou em papel de destaque na novela Eu Prometo, e integrou o elenco da novela Amor com Amor Se Paga e, em 1985, da minissérie Tenda dos Milagres. Em 1986 protagonizou mais uma troca de emissora, dedicando-se à dramaturgia, a partir de então, da extinta Rede Manchete. Nesse ano, coprotagonizou a novela Mania de Querer. Já no cinema, pela sua atuação no filme A Cor do Seu Destino, ganhou o prêmio de atriz coadjuvante no Festival de Brasília. Em seguida, novamente seria destaque em uma trama da emissora, ao encarnar a jovem apaixonada Micaela, da novela Carmem. Em 1989, esteve presente no relativo sucesso da Manchete, Kananga do Japão. Em 1990 participou da minissérie Mãe de Santo, e também do filme protagonizado por Xuxa, Lua de Cristal, como a vilã Lidinha (Maria Lidia).

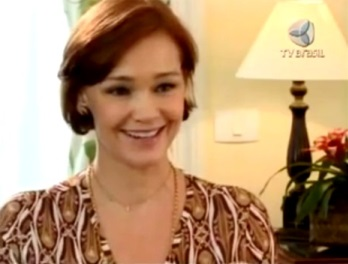
Julia Lemmertz em entrevista para TV Brasil.

Em 1991 protagonizou a minissérie Na Rede de Intrigas e, depois, participou da primeira fase da novela Amazônia, em um dos personagens centrais. Dois anos depois, conheceu Alexandre Borges, com quem casou-se em 1993, ao protagonizar a novela Guerra sem Fim. Na trama, sua personagem era par de Borges (então estreante), com quem chegou a trabalhar também no teatro, nesse mesmo ano, na peça Hamlet, de William Shakespeare. Apesar de nunca deixar de atuar na TV, a partir de meados dos anos 1990, voltou-se mais para o cinema, atuando em filmes como Jenipapo, de 1995. Entre 1995 a 2011 apresentou, por 16 anos, a Revista de Cinema Brasileiro, produzido e dirigido por Marco Altberg, no Canal Brasil e na TV Brasil. Em 1996 retornou à Globo, emissora na qual permanece contratada até os dias de hoje, para atuar na novela Quem É Você?. Em 1997, co-antagonizou a novela Zazá e, em 1998, participou de dois filmes, Tiradentes e A Hora Mágica. Ainda em 1997, dirigida por Marco Altberg fez a série Mangueira-Amor à primeira vista, para o Multishow, com a continuação em 2000.[carece de fontes?] Foi a primeira minissérie brasileira produzida e apresentada por uma emissora de TV por assinatura.
Em 1999, mais uma vez esteve no cinema, atuando no longa-metragem Até que a Vida Nos Separe e no polêmico Um Copo de Cólera, que mostra ela e seu marido nus e em cenas de sexo. Ao mesmo tempo, viveu na TV a cômica Lúcia Helena de Andando nas Nuvens.
Em 2001 encarnou a beata Genésia da novela Porto dos Milagres, e no ano seguinte integrou o elenco da novela O Beijo do Vampiro, como a vampira Marta. Na trama, Cláudia Raia interpretava Mina, que na sinopse seria a principal vilã, porém Marta foi considerada a maior antagonista, aterrorizando a vida dos mocinhos, em especial Lívia (Flávia Alessandra). Em 2003 voltou a fazer par romântico com o então marido, ao atuar na novela Celebridade. Também nesse ano, esteve dos filmes As Três Marias e Cristina Quer Casar.

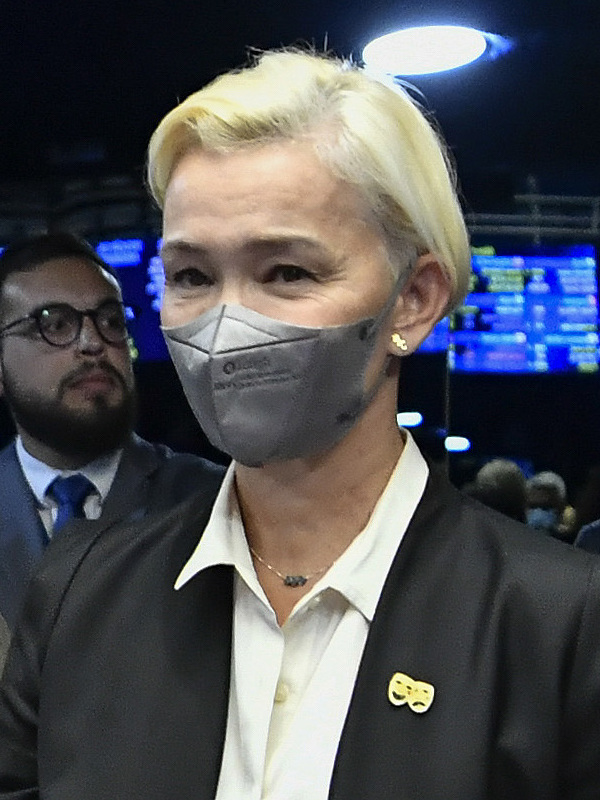
Lemmertz em 2022

Em 2004 participou da programação de final de ano da Rede Globo, ao encarnar a bruxa Morgana na microssérie infantil O Pequeno Alquimista. No cinema, atuou no último filme feito pela dupla de cantores Sandy & Júnior, Acquária. Em 2005 deu vida a professora Cleyde, da novela Alma Gêmea, contribuiu para o cinema ao atuar no longa Jogo Subterrâneo e ainda esteve em cartaz com a peça Molly Sweeney - Rastro de Luz. Em 2006 interpretou Dona Júlia, mãe do presidente brasileiro Juscelino Kubitschek, na minissérie JK, e também esteve no filme Gatão de Meia Idade, protagonizado por seu marido. Em 2007 participou de mais uma minissérie na emissora, Amazônia, de Galvez a Chico Mendes. Atuou ainda no filme Onde Andará Dulce Veiga? e na novela Desejo Proibido.
Em 2008 anunciou que daria um tempo nas novelas ao recusar convites para atuar em Três Irmãs e Caminho das Índias, alegando que gostaria de dedicar-se mais ao cinema e teatro, tendo atuado nos filmes Meu Nome não É Johnny, Mulheres Sexo Verdades Mentira, e, em 2009, Bela Noite para Voar e o polêmico, Do Começo ao Fim, em que vive Julieta, mãe dos jovens Thomás e Francisco, que após a morte da mãe tornam-se amantes. Também em 2009 foi protagonista da série Tudo Novo de Novo e esteve em cartaz com a peça Maria Stuart.
Em 2010, interpretou Maria Amélia em Araguaia de Walther Negrão, fazendo par romântico com Thiago Fragoso. Em 2011, na novela Fina Estampa, interpretou um papel importante em sua carreira: a estilista Esther Wolkoff, que queria engravidar, indo contra as ideias do marido, Paulo (Dan Stulbach). A personagem tentou então uma inseminação artificial. No mesmo ano, a atriz foi convidada pelo autor Manoel Carlos para ser sua última Helena.
Em 2014, estrelou a novela Em Família de Manoel Carlos como sua primeira protagonista do gênero, a geniosa Helena. A atriz foi escolhida especialmente pelo autor em homenagem à sua falecida mãe, Lílian Lemmertz, que interpretou a primeira "Helena" em uma novela de mesma autoria, Baila Comigo, de 1981. Seu personagem gerou bastantes críticas do público, essencialmente. No entanto, seu desempenho foi elogiado.
Em 2015 viveu uma das protagonistas da novela das seis Além do Tempo de Elizabeth Jhin, interpretando a mãe da antagonista Melissa, vivida por Paolla Oliveira. Estrela o longa Pequeno Segredo, filme escolhido para representar o Brasil no Oscar 2017, ao lado de Marcello Antony, Maria Flor e Mariana Goulart. Em julho do mesmo ano, entra para o elenco da novela Novo Mundo, de Thereza Falcão e Alessandro Marson, como Greta Schwarz, uma austríaca que se envolvia com Ferdinando, papel de Ricardo Pereira. Em 2018, integrou o elenco da novela Espelho da Vida, de Elizabeth Jhin, onde interpretou Ana, mãe da protagonista Cristina (Vitória Strada) e casada com Flávio (Ângelo Antônio).
Em 2021 participou da novela Quanto Mais Vida, Melhor!, como a vilã Carmem, uma empresária do ramo dos cosméticos e rival de Paula (Giovanna Antonelli),
Em 2023, no Canal Brasil, fez uma série chamada Chuva Negra, do Rafael Primot, em 10 capítulos. No mesmo ano, fez o espetáculo Tempestade, inspirado em A Tempestade, de William Shakespeare, dirigido por Aluízio Abranches. Primeira peça que fez junto à filha Luiza Lemmertz.
Em 2024 participou da série No ano que vem, dirigida por Maria Flor, no Canal Brasil. No mesmo ano, a atriz interpreta Júlia, na série Justiça 2, da Globo, uma mulher que descobre que a filha foi estuprada pelo tio durante anos e ela nunca percebeu.
Com estreia para 2025, participou no ano anterior, de 2024, do espetáculo Os Mambembes, adaptação do texto de Arthur Azevedo, com direção de Emílio de Mello e Gustavo Guenzburger.[carece de fontes?]

## Vida pessoal
Filha dos atores Linneu Dias e Lílian Lemmertz, nasceu e foi criada em Porto Alegre, veraneando em Capão da Canoa. Em diversas entrevistas conta sobre sua infância feliz nessa cidade, onde tinha uma vida simples e com muito contato com a natureza. Julia possui ascendência alemã por parte materna, e portuguesa por parte paterna.
Em 1987 casou-se com Álvaro Osório, um executivo da Globo, e com ele teve sua filha, chamada Luiza Lemmertz Osório, nascida no mesmo ano. Separaram-se em 1990, e no ano seguinte conheceu o ator Alexandre Borges. Casaram-se em 1993, e em 2000 nasceu o único filho do casal, Miguel Lemmertz Borges. Em julho de 2015 o casal se separou. Seus dois filhos nasceram de parto normal, no Rio de Janeiro. A artista não assumiu mais nenhum relacionamento sério após a separação.
É torcedora e consulesa cultural do Internacional.

## Filmografia

### Televisão
| Ano  | Título                             | Personagem                             | Nota |
| ---- | ---------------------------------- | -------------------------------------- | --- |
| 1981 | Os Adolescentes                    | Bianca (Bia)                           | |
| 1982 | Ninho da Serpente                  | Mariana                                | |
| 1983 | Moinhos de Vento                   | Milena                                 | |
| 1983 | Sabor de Mel                       | Beatriz                                | |
| 1983 | Eu Prometo                         | Adriana Cantomaia                      | |
| 1983 | Caso Especial                      | Desdêmona                              | Episódio: "Otelo de Oliveira" |
| 1984 | Amor com Amor Se Paga              | Ângela                                 | |
| 1985 | Tenda dos Milagres                 | Luísa                                  | |
| 1985 | Ti Ti Ti                           | Cecília Spina (jovem)                  | |
| 1986 | Mania de Querer                    | Carolina                               | |
| 1987 | Carmem                             | Micaela                                | |
| 1989 | Kananga do Japão                   | Sílvia                                 | |
| 1990 | Mãe de Santo                       | Mônica                                 | |
| 1991 | Ilha das Bruxas                    | Jéssica                                | |
| 1991 | Na Rede de Intrigas                | Teresa                                 | |
| 1991 | Amazônia                           | Maria Luísa                            | |
| 1993 | Guerra sem Fim                     | Flávia                                 | |
| 1995 | Você Decide                        | —                                      | Episódio: "A Dama de Ferro" |
| 1995 | Revista do Cinema Brasileiro       | Apresentadora                          | Apresentou o Programa por 16 anos, de 1995 a 2011, produzido e dirigido por Marco Altberg, no Canal Brasil e TV Brasil                       |
| 1996 | Quem É Você?                       | Débora                                 | |
| 1996 | Você Decide                        | —                                      | Episódio: "Amor à Vida" |
| 1997 | Mangueira: Amor À Primeira Vista   | Joana                                  | Produzida e dirigida por Marco Altberg, sendo a primeira minissérie brasileira produzida e apresentada por uma emissora de TV por assinatura |
| 1997 | Zazá                               | Fabiana Dumont                         | |
| 1998 | Você Decide                        | —                                      | Episódio: "Trabalho Escravo" |
| 1999 | Mangueira: Amor que Fica           | Joana                                  | |
| 1999 | Andando nas Nuvens                 | Lúcia Helena                           | |
| 2000 | Mangueira: Amor À Primeira Vista   | Joana                                  | Continuação da minissérie de 1997 |
| 2001 | Porto dos Milagres                 | Genésia Pereira                        | |
| 2001 | Os Normais                         | Helena                                 | Episódio: "Um Pouco de Cultura é Normal" |
| 2002 | Mangueira: Amor Quase Perfeito     | Joana                                  | |
| 2002 | Esperança                          | Geovanna Tornatore                     | |
| 2002 | O Beijo do Vampiro                 | Marta Morta                            | |
| 2002 | Os Normais                         | Silvia                                 | Episódio: "Um Programinha Normal" |
| 2003 | Os Normais                         | Aninha                                 | Episódio: "A Vingança da CDF" |
| 2003 | Celebridade                        | Noêmia Assunção                        | |
| 2004 | O Pequeno Alquimista               | Morgana                                | |
| 2004 | A Diarista                         | Surya                                  | Episódio: "O Namorado de uma Patroa Minha"                                                                                                   |
| 2005 | Alma Gêmea                         | Cleide                                 | Episódios: "21–23 de junho" |
| 2006 | JK                                 | Dona Júlia                             | |
| 2006 | Minha Nada Mole Vida               | Ivana Stein                            | Episódios: "Tem Sentido Isso!" e "A Chave Mestra"                                                                                            |
| 2007 | Minha Nada Mole Vida               | Wanda Maxuel                           | Episódio: "Imprevistos Acontecem" |
| 2007 | Amazônia, de Galvez a Chico Mendes | Risoleta                               | |
| 2007 | Desejo Proibido                    | Belinda Botiquário (Dona Belinda)      | |
| 2008 | Casos e Acasos                     | Carla                                  | Episódio: "A Vaga, a Entrevista e o Cachorro-Quente"                                                                                         |
| 2008 | Nada Fofa                          | Ema                                    | Especial de fim de ano |
| 2009 | Tudo Novo de Novo                  | Clara Vianna                           | |
| 2010 | Araguaia                           | Maria Amélia Martinez                  | |
| 2011 | Fina Estampa                       | Esther Wolkoff Siqueira                | |
| 2013 | A Grande Família                   | Sônia                                  | Episódio: "Um Misterioso Assassinato em Curicica"                                                                                            |
| 2013 | Guerra dos Sexos                   | Blanche Paes Leme                      | Episódios: "6–12 de fevereiro" |
| 2014 | Em Família                         | Helena Fernandes Machado (Leninha)     | |
| 2015 | Além do Tempo                      | Dorotéia Borghini Dorotéia Sampaio     | |
| 2016 | Tá no Ar: a TV na TV               | Helena                                 | Episódio: "5 de abril" |
| 2017 | Novo Mundo                         | Greta Schwarz                          | |
| 2018 | Espelho da Vida                    | Ana Valência de Castro Piedade Castelo | |
| 2019 | Carcereiros                        | Dra. Paola                             | Episódio: "Psicóloga" |
| 2021 | Quanto Mais Vida, Melhor!          | Carmem Wöllinger                       | |
| 2022 | Mar do Sertão                      | Notória Alva                           | Episódios: "30 de novembro–1 de dezembro" |
| 2023 | Chuva Negra                        | Nancy                                  | |
| 2024 | Suíte Magnólia                     | Josefina                               | |
| 2024 | No Ano Que Vem                     | Ana                                    | |
| 2024 | Elas por Elas                      | Ester Soffredini                       | Episódios: "156–171" |
| 2024 | Justiça 2                          | Júlia                                  | |

### Cinema
| Ano  | Título                                          | Personagem               | Notas                      |
| ---- | ----------------------------------------------- | ------------------------ | -------------------------- |
| 1982 | As Aventuras de Mário Fofoca                    | Liz                      |                            |
| 1984 | Patriamada                                      | —                        |                            |
| 1984 | Mal Star                                        |                          |                            |
| 1986 | A Cor do Seu Destino                            | Patrícia                 |                            |
| 1990 | Lua de Cristal                                  | Maria Lídia (Lidinha)    |                            |
| 1990 | Vaidade                                         | Curta-metragem           |                            |
| 1993 | Amor Materno                                    | —                        |                            |
| 1995 | Jenipapo                                        | Júlia                    |                            |
| 1997 | Glaura                                          | Glaura                   | Curta-metragem             |
| 1997 | Mangueira - Amor à Primeira Vista               | Joana                    |                            |
| 1998 | A Hora Mágica                                   | Lúcia                    |                            |
| 1999 | Um Copo de Cólera                               | —                        |                            |
| 1999 | Até que a Vida Nos Separe                       | Maria                    |                            |
| 1999 | Amor Que Fica                                   | Joana                    |                            |
| 1999 | Tiradentes                                      | Antônia                  |                            |
| 2001 | Nelson Gonçalves                                | Lourdinha Bittencourt    |                            |
| 2002 | Joana e Marcelo, Amor (Quase) Perfeito          | Joana                    | também produtora associada |
| 2002 | Poeta de Sete Faces                             | Narradora                | Documentário               |
| 2003 | Acquária                                        | Nara                     |                            |
| 2003 | Cristina Quer Casar                             | Bia                      |                            |
| 2003 | As Três Marias                                  | Maria Francisca          |                            |
| 2005 | Jogo Subterrâneo                                | Laura                    |                            |
| 2006 | Gatão de Meia Idade                             | Betty                    |                            |
| 2007 | Onde Andará Dulce Veiga?                        | Lídia                    |                            |
| 2008 | Mulheres Sexo Verdades Mentira                  | Laura                    |                            |
| 2008 | Meu Nome Não É Johnny                           | Maria Lu                 |                            |
| 2009 | Bela Noite Para Voar                            | Letícia                  |                            |
| 2009 | Do Começo ao Fim                                | Julieta Paz              |                            |
| 2011 | Amor?                                           | Alice                    |                            |
| 2016 | Mogli - O Menino Lobo                           | Raksha                   | Dublagem                   |
| 2016 | Pequeno Segredo                                 | Heloísa Schurmann        |                            |
| 2021 | Música para quando as Luzes se Apagam           | Emelyn Fischer/ Bernardo |                            |
| 2023 | Fervo                                           | Letícia                  |                            |
| 2023 | Tempos de Barbárie - Ato I: Terapia da Vingança | Natália                  |                            |

## Teatro
| Ano  | Título                        |
| ---- | ----------------------------- |
| 1982 | Lição de Anatomia             |
| 1983 | Gemini                        |
| 1986 | O Que o Mordomo Viu?          |
| 1989 | Orlando                       |
| 1991 | Ela Odeia Mel                 |
| 1992 | Viagem ao Centro da Terra     |
| 1993 | Hamlet                        |
| 1994 | Eu Sei Que Vou Te Amar        |
| 1999 | As Três Irmãs                 |
| 2005 | Molly Sweeney - Rastro de Luz |
| 2009 | Maria Stuart                  |
| 2010 | Deus da Carnificina           |
| 2016 | A Tragédia Latino-Americana   |
| 2016 | Comédia Latino-Americana      |
| 2019 | Simples Assim                 |
| 2022 | TUDO                          |
| 2023 | Tempestade                    |
| 2025 | oS mambembeS                  |

## Prêmios e indicações
| Ano  | Prêmio                              | Categoria                       | Nomeações                                       | Resultado | Ref    |
| ---- | ----------------------------------- | ------------------------------- | ----------------------------------------------- | --------- | ------ |
| 1986 | Festival de Cinema de Brasília      | Melhor Atriz Coadjuvante        | A Cor do Seu Destino                            | Venceu    | [ 4 ]  |
| 2000 | Grande Prêmio do Cinema Brasileiro  | Melhor Atriz                    | Um Copo de Cólera                               | Indicado  | [ 4 ]  |
| 2000 | Prêmio Guarani de Cinema Brasileiro | Melhor Atriz                    | Um Copo de Cólera                               | Indicado  |        |
| 2002 | Grande Prêmio do Cinema Brasileiro  | Melhor Atriz                    | Nelson Gonçalves                                | Indicado  | [ 26 ] |
| 2002 | Prêmio Arte Qualidade Brasil        | Melhor Atriz Coadjuvante        | O Beijo do Vampiro                              | Venceu    |        |
| 2003 | Prêmio Contigo! de TV               | Melhor Vilã                     | O Beijo do Vampiro                              | Indicado  |        |
| 2003 | Grande Prêmio do Cinema Brasileiro  | Melhor Atriz                    | As Três Marias                                  | Indicado  |        |
| 2004 | Troféu Super Cap de Ouro            | Melhor Atriz                    | Celebridade                                     | Venceu    |        |
| 2007 | Grande Prêmio do Cinema Brasileiro  | Melhor Atriz Coadjuvante        | Jogo Subterrâneo                                | Indicado  |        |
| 2008 | Prêmio Arte Qualidade Brasil        | Melhor Atriz Coadjuvante        | Meu Nome Não É Johnny                           | Indicado  | [ 27 ] |
| 2009 | Grande Prêmio do Cinema Brasileiro  | Melhor Atriz Coadjuvante        | Meu Nome Não É Johnny                           | Venceu    | [ 28 ] |
| 2009 | Prêmio Guarani de Cinema Brasileiro | Melhor Atriz Coadjuvante        | Meu Nome Não É Johnny                           | Indicado  |        |
| 2009 | Prêmio Arte Qualidade Brasil        | Melhor Atriz em Série           | Tudo Novo de Novo                               | Venceu    | [ 30 ] |
| 2010 | Prêmio Guarani de Cinema Brasileiro | Melhor Atriz Coadjuvante        | Do Começo ao Fim                                | Indicado  |        |
| 2011 | Prêmio Quem de Teatro               | Melhor Atriz                    | Deus da Carnificina                             | Venceu    | [ 31 ] |
| 2011 | Prêmio APTR de Teatro               | Melhor Atriz em Papel Principal | Deus da Carnificina                             | Venceu    | [ 32 ] |
| 2011 | Melhores do Ano                     | Melhor Atriz Coadjuvante        | Fina Estampa                                    | Indicado  | [ 33 ] |
| 2014 | Prêmio Extra de Televisão           | Melhor Atriz                    | Em Família                                      | Indicada  | [ 31 ] |
| 2014 | Prêmio Retrospectiva UOL            | Melhor Atriz                    | Em Família                                      | Indicado  | [ 34 ] |
| 2016 | Prêmio Quem de Cinema Nacional      | Melhor Atriz                    | Pequeno Segredo                                 | Venceu    | [ 35 ] |
| 2017 | Grande Prêmio Cinema Brasileiro     | Melhor Atriz                    | Pequeno Segredo                                 | Indicado  | [ 36 ] |
| 2022 | Festival Sesc Melhores Filmes       | Melhor Atriz Nacional           | Música para Quando as Luzes se Apagam           | Indicada  |        |
| 2024 | Festival Sesc Melhores Filmes       | Melhor Atriz Nacional           | Tempos de Barbárie - Ato I: Terapia da Vingança | Pendente  |        |